# Torneo femenino de fútbol en los Juegos Panamericanos 2003
El fútbol femenino en los Juegos Panamericanos de Santo Domingo 2003 se disputó entre el  2 de agosto y el 15 de agosto de 2003.
Participaron en el torneo 6 selecciones nacionales. El equipo campeón fue la selección de Brasil.

## Equipos participantes
| Equipos participantes | Equipos participantes | Equipos participantes | Equipos participantes |
| --------------------- | --------------------- | --------------------- | --------------------- |
| Argentina             | Canadá                | Costa Rica            |                       |
| Brasil                | México                | Haití                 |                       |

## Resultados

### Primera fase

#### Grupo A
| Equipo | Pts | PJ | PG | PE | PP | GF | GC |
| ------ | --- | -- | -- | -- | -- | -- | -- |
| Brasil | 6   | 2  | 2  | 0  | 0  | 10 | 0  |
| Canadá | 3   | 2  | 1  | 0  | 1  | 4  | 6  |
| Haití  | 0   | 2  | 0  | 0  | 2  | 1  | 9  |

| 2 de agosto de 2003 | Haití | 0:5 (0:2) | Brasil                                                             | Estadio Panamericano, San Cristóbal |  |
|                     |       |           | Marta 6' · Kelly 18' · Formiga 55' · Renata Costa 70' · Maycon 78' |                                     |  |

| 5 de agosto de 2003 | Canadá                                                                 | 4:1 (3:0) | Haití          | Estadio Panamericano, San Cristóbal |  |
|                     | Katie Thorlakson 5' 55' · Kristina Kiss 16' (pen.) · Lisa Collison 20' |           | Viola Nord 62' |                                     |  |

| 8 de agosto de 2003 | Brasil                                                               | 5:0 (3:0) | Canadá | Estadio Panamericano, San Cristóbal |  |
|                     | Renata Costa 12' · Formiga 17' · Marta 29' · Maycon 68' · Elaine 72' |           |        |                                     |  |

#### Grupo B
| Equipo     | Pts | PJ | PG | PE | PP | GF | GC |
| ---------- | --- | -- | -- | -- | -- | -- | -- |
| México     | 6   | 2  | 2  | 0  | 0  | 4  | 1  |
| Argentina  | 3   | 2  | 1  | 0  | 1  | 5  | 5  |
| Costa Rica | 0   | 2  | 0  | 0  | 2  | 2  | 5  |

| 3 de agosto de 2003 | Costa Rica                                        | 2:4 (0:1) | Argentina                                       | Estadio Panamericano, San Cristóbal |  |
|                     | Ana Gabriela Campos 69' · Megan Chaves 83' (pen.) |           | Analía Almeida 12' 63' 64' · Yanina Gaitán 90+' |                                     |  |

| 6 de agosto de 2003 | México               | 1:0 (1:0) | Costa Rica | Estadio Panamericano, San Cristóbal |  |
|                     | Guadalupe Worbis 17' |           |            |                                     |  |

| 8 de agosto de 2003 | Argentina            | 1:3 (0:1) | México                                                   | Parque del Este, Santo Domingo |  |
|                     | Fabiana Vallejos 71' |           | Guadalupe Worbis 24' · Mayra Rosales 79' · Iris Mora 82' |                                |  |

### Segunda fase
|  | Semifinales                 | Semifinales                 |   |                             | Final                       | Final |  |
|  |                             |                             |   |                             |                             |       |  |
|  |                             |                             |   |                             |                             |       |  |
|  | Santo Domingo, 11 de agosto |                             |   |                             |                             |       |  |
|  | Brasil                      | 2                           |   |                             |                             |       |  |
|  | Argentina                   | 1                           |   |                             |                             |       |  |
|  |                             |                             |   |                             |                             |       |  |
|  |                             |                             |   |                             | Santo Domingo, 15 de agosto |       |  |
|  |                             |                             |   |                             | Brasil                      | 2     |  |
|  |                             | Canadá                      | 1 |                             |                             |       |  |
|  |                             |                             |   |                             |                             |       |  |
|  |                             |                             |   |                             |                             |       |  |
|  |                             |                             |   |                             | Tercer lugar                |       |  |
|  | Santo Domingo, 11 de agosto | Santo Domingo, 11 de agosto |   | Santo Domingo, 14 de agosto | Santo Domingo, 14 de agosto |       |  |
|  | México                      | 2                           |   | Argentina                   | 1                           |       |  |
|  | Canadá                      | 3                           |   |                             | México                      | 4     |  |

#### Semifinales
| 11 de agosto de 2003 | Brasil        | 2:1 (1:0) | Argentina          | Estadio Olímpico Juan P. Duarte, Santo Domingo |  |
|                      | Marta 26' 62' |           | Analía Almeida 80' |                                                |  |

| 11 de agosto de 2003 | México                           | 2:3 (0:3) | Canadá                                                       | Estadio Olímpico Juan P. Duarte, Santo Domingo |  |
|                      | Fátima Leyva 62' · Iris Mora 89' |           | Linda Consolante 25' · Lisa Collison 29' · Kristina Kiss 36' |                                                |  |

#### Tercer lugar
| 14 de agosto de 2003 | Argentina        | 1:4 (1:2) | México                                                                  | Estadio Olímpico Juan P. Duarte, Santo Domingo |  |
|                      | Marisa Gerez 10' |           | Fátima Leyva 4' · Iris Mora 44' · Mayra Rosales 86' · Andrea Moreno 90' |                                                |  |

#### Final
| 15 de agosto de 2003 | Brasil                      | 2:1 (1:1, 1:0) (t. s.) | Canadá            | Estadio Olímpico Juan P. Duarte, Santo Domingo |  |
|                      | Formiga 43' · Cristiane 91' |                        | Kristina Kiss 66' |                                                |  |

- (El partido final comenzó el día 14 de agosto y fue suspendido a los 24 minutos de la primera parte por lluvia. Se reanudó al día siguiente)

| Campeón Brasil             |
| Primer título Panamericano |

## Podio
| Evento                    | Oro          | Plata        | Bronce       |
| ------------------------- | ------------ | ------------ | ------------ |
| Torneo femenino de fútbol | Brasil (BRA) | Canadá (CAN) | México (MEX) |